# クロックワーク・ロケット
『クロックワーク・ロケット』（英: The Clockwork Rocket）はグレッグ・イーガンの小説。〈直交〉三部作（英: Orthogonal trilogy）の第一巻である。英語版は、2011年7月1日に Night Shade Books によって、2011年9月15日に Gollancz によって出版された。日本語版は2015年に早川書房によって出版された。翻訳者は山岸真と中村融。〈直交〉三部作の他の本は『エターナル・フレイム』と『アロウズ・オブ・タイム』である。

## 背景
この小説は2012年のローカス賞最優秀SF小説賞にノミネートされ、13位となった。 この小説は、2011年の Goodreads Choice Awards にもノミネートされた。